# Sphère d'influence (astrodynamique)
Pour les articles homonymes, voir Sphère d'influence (homonymie).
La sphère d'influence (en anglais : sphere of influence, abrégé : SOI) est, en mécanique spatiale, la région qui entoure un corps céleste et dans laquelle l'influence gravitationnelle est primordiale pour tout objet en orbite. Elle est de forme sphéroïde-aplatie. Ordinairement, il s'agit plus précisément de la zone du système solaire où les planètes déterminent la trajectoire de leurs satellites, malgré la présence d'objets beaucoup plus imposants, mais plus lointains, comme le soleil.
L'équation générale décrivant le rayon de la sphère {\displaystyle r_{SOI}} de la planète est :
{\displaystyle r_{SOI}=a\left({\frac {m}{M}}\right)^{2/5}},
où :
- {\displaystyle a} est le demi-grand axe du plus petit objet (habituellement une planète) en orbite autour d'un objet plus grand (habituellement le soleil) ;
- {\displaystyle m} et {\displaystyle M} sont les masses respectivement du plus petit et du plus grand objet (habituellement une planète et le soleil).

## Rayons de la sphère d'influence des planètes du système solaire

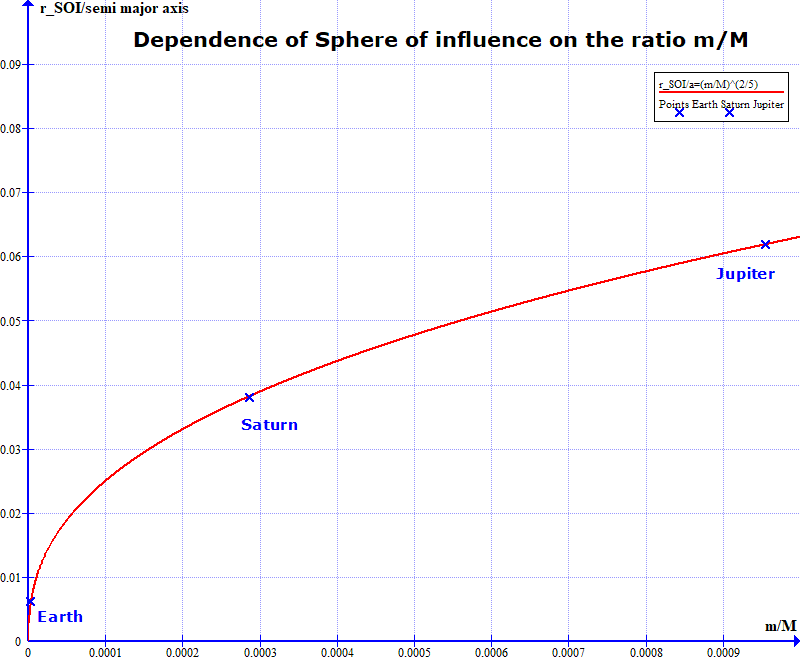
Dépendance du rayon de la sphère d'influence r_{SOI}/a en fonction du rapport m/M

| Corps                     | Rayon de la sphère d'influence (en millions km) | Rayon de la sphère d'influence (en multiples du rayon de la planète) |
| ------------------------- | ----------------------------------------------- | -------------------------------------------------------------------- |
| Mercure                   | 0,112                                           | 45                                                                   |
| Vénus                     | 0,616                                           | 100                                                                  |
| Terre                     | 0,925                                           | 145                                                                  |
| Lune (relatif à la Terre) | 0,0661                                          | 38                                                                   |
| Mars                      | 0,577                                           | 170                                                                  |
| Jupiter                   | 48,2                                            | 677                                                                  |
| Saturne                   | 54,8                                            | 901                                                                  |
| Uranus                    | 51,7                                            | 2025                                                                 |
| Neptune                   | 86,7                                            | 3866                                                                 |

## Différence avec la sphère de Hill
La différence entre la sphère d'influence et la sphère de Hill d'un corps A, lié à un corps B, réside dans leur rayon respectif. Quand la sphère d'influence délimite le volume d'espace où un corps C, de masse très inférieure à celle de A ou B, est lié à A et où l'influence gravitationnelle de B est négligeable (problème à 2 corps), la sphère de Hill délimite le volume d'espace où le corps C peut être lié à A sans être capturé par B mais dont la trajectoire est quand même influencée par ce dernier (problème à 3 corps).
Le rayon de la sphère d'influence est la distance au centre de A à partir de laquelle l'influence gravitationnelle de B commence à avoir des répercussions non négligeables sur la trajectoire de C. Celui de la sphère de Hill est la distance au centre de A où il y a équilibre des champs gravitationnels entre A et B.
Ainsi, le rayon de la sphère d'influence est plus petit que celui de la sphère de Hill.
Toutefois, malgré leur différence, ces deux concepts sont parfois confondus.